# أبو سعيد النقاش
أَبُو سَعِيدٍ مُحَمَّدُ بْنُ عَلِيِّ بْنِ عَمْرِو بْنِ مَهْدِيٍّ الْأَصْبَهَانِيُّ(1) النَّقَّاشُ(2) ويُعرف اختصارًا بـ أبي سعيد النقاش (330هـ – رمضان 414هـ / غير معروف – 1023م) أحد رواة الحديث، وهو صاحب كتاب فوائد العراقيين وكتاب فنون العجائب.

## أقوال العلماء فيه
- الذهبي (ت 748هـ): «كَانَ مِنْ أَئِمَّةِ الأَثر -  - وَرضي عَنْهُ.».[1]

## الهوامش
- 1: نسبةً لمدينة أصبهان.
- 2: نسبةً إلى من ينقش السقوف وغيرها.[2]

### فهرس المراجع
منشورات
عربية
1. ↑  الذهبي (1985)، ج. 17، ص. 308.
2. ↑  الزركلي (2002)، ج. 6، ص. 275.

مواقع وب
عربية
1. ↑  التاريخ، تراحم عبر. "أبو سعيد النقاش (محمد بن علي بن عمرو بن مهدي الأصبهاني)". tarajm.com. مؤرشف من الأصل في 2024-05-18. اطلع عليه بتاريخ 2024-09-19.

### بيانات المراجع
- شمس الدين الذهبي (1985)، سير أعلام النبلاء، تحقيق: شعيب الأرنؤوط، مجموعة (ط. 1)، بيروت: مؤسسة الرسالة، OCLC:4770539064، QID:Q113078038
- خير الدين الزركلي (2002)، الأعلام: قاموس تراجم لأشهر الرجال والنساء من العرب والمستعربين والمستشرقين (ط. 15)، بيروت: دار العلم للملايين، OCLC:1127653771، QID:Q113504685